# 呼倫貝爾副都統

呼伦贝尔副都统辖区在黑龙江将军辖区的位置（1820年）

呼伦贝尔副都统是清朝政府在呼伦贝尔部（今内蒙古自治区呼伦贝尔市岭西地区）设立的正二品副都统官职。隶属黑龙江将军。

## 历史
雍正十年（1732年），清廷设立呼伦贝尔统领一员，统辖呼伦贝尔驻防八旗。乾隆八年（1743年），改呼伦贝尔统领为呼伦贝尔副都统衔总管。
光绪七年（1881年），改呼伦贝尔副都统衔总管为呼伦贝尔副都统。
光绪三十四年（1908年），裁撤副都统，改设呼伦直隶厅和呼伦兵备道。
民国四年（1915年），呼伦贝尔取消独立，复设呼伦贝尔副都统，管辖“呼伦贝尔特别区域”，中、俄签署《中俄会订呼伦贝尔条约》规定“呼伦贝尔为一特别区，直接归中国中央政府节制，并受黑龙江省长官监督”；“呼伦贝尔副都统由中国大总统以策令任命之，并享有省长之职权”。
民国十年（1920年），呼伦贝尔撤销自治，属黑龙江省。1932年6月，满洲国公布《兴安省官制》后，废除副都统衙门。